# The Ranchero's Revenge
The Ranchero's Revenge (o anche The Ranch Hero's Revenge) è un cortometraggio muto del 1913 diretto da D.W. Griffith.

## Trama
Il proprietario di un ranch cerca una moglie. Alla sua richiesta risponde un'avventuriera che, insieme ad un complice, progetta di mettere nel sacco l'uomo. Quando però la donna comincia a conoscerlo meglio, si pente e si schiera a fianco del marito, lottando contro il suo ex.

## Produzione
Il film fu prodotto dalla Biograph Company. Venne girato in California.

## Distribuzione
Distribuito dalla General Film Company, il film - un cortometraggio di una bobina - uscì nelle sale cinematografiche USA il 2 giugno 1913.